# Bombe cyclonique de juin 2020 au Brésil
 (février 2022).
Le bombe cyclonique de juin 2020 au Brésil est un cyclone extratropical de force ouragan qui s'est produit dans la région sud du Brésil, et qui a touché les États de Santa Catarina, de Rio Grande do Sul et du Paraná le 30 juin 2020. Douze décès ont été confirmés, dix dans le Santa Catarina, un dans le Rio Grande do Sul et un dans le Paraná. De plus, près de 1,9 million de consommateurs se sont retrouvés sans électricité dans les trois États,.

## Description du phénomène

Animation de la bombe cyclonique au Brésil.

Lors de fortes tempêtes qui ont frappé la région sud du Brésil le 30 juin 2020, des villes ont enregistré des vents à plus de 120 km/h en plusieurs points dans le Santa Catarina, le Rio Grande do Sul et le Paraná. Ce phénomène est connu sous le nom de "cyclone-bombe" ou "bombe cyclonique", car dans cette région une chute brutale de la pression atmosphérique a été enregistrée sur une période de 24 heures, provoquant un cyclone qui n'était pas prévisible par les météorologues.
Trois décès ont été enregistrés à la suite de cet évènement dans le Santa Catarina, un dans la ville de Chapecó, un à Santo Amaro da Imperatriz et un à Tijucas, en plus d'un décès dans le Rio Grande do Sul, dans la ville de Nova Prata,.